# 伊克坦 (繙譯進士)
伊克坦（1862年—1922年9月26日），瓜爾佳氏，字仲平，滿洲正白旗人，清朝末年政治人物，繙譯進士。
光緒八年，鄉試第二名中繙譯舉人。光緒九年，覆試考列三等，准一體會試。光緒十二年，登第二名繙譯進士，授翰林院庶吉士，后升翰林院編修。光緒十九年，任右中允、翰林院侍講。光緒二十六年，任左庶子。光緒二十七年，授翰林院侍讀學士。光緒三十年，授繙譯會試副考官。光緒三十一年，任光祿寺卿。光緒三十二年，任都察院副都御史。宣統三年，任毓慶宮行走，為溥儀帝師，教習滿文，后任正藍旗漢軍副都統。宣統十四年八月初六日（1922年9月26日）卒，諡文直，派貝子溥伒往奠，賞陀羅經被，賞銀三千圓治喪，贈少保。

## 延伸阅读
[在维基数据编辑]
 《清史稿/卷472》，出自趙爾巽《清史稿》